# A. W. Reid
A. W. Reid war ein neuseeländischer Hersteller von Automobilen.

## Unternehmensgeschichte
Das Unternehmen aus Stratford begann 1902 mit der Produktion von Automobilen. Der Markenname lautete Reid. 1905 endete die Produktion.

## Fahrzeuge
Reid stellte Dampfwagen her. Die erste Ausführung von 1902 hatten einen Zweizylindermotor und Kettenantrieb. Im Laufe des Jahres 1905 entstanden mehrere weiter entwickelte Fahrzeuge.